# Georges-Auguste de Mecklembourg
Le duc George-Auguste de Mecklembourg (allemand : Herzog Georg August zu Mecklenburg) (16 août 1748 – 14 novembre 1785) est un membre de la Maison de Mecklembourg-Strelitz et un général allemand.

## Famille
Le duc George-Auguste est né à Mirow et est le plus jeune des enfants de Charles-Louis-Frédéric de Mecklembourg-Strelitz et son épouse Élisabeth-Albertine de Saxe-Hildburghausen. Son grand-père Adolphe-Frédéric II de Mecklembourg-Strelitz est le fondateur de la Maison de Mecklembourg-Strelitz.

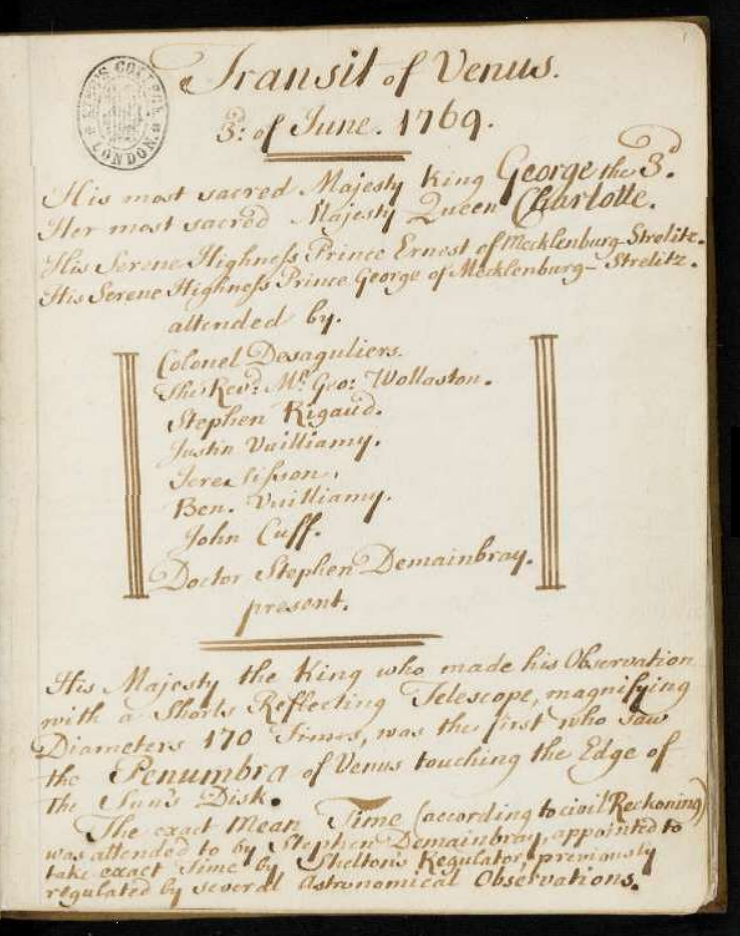
Extrait des Observations sur le Transit de Vénus, un cahier manuscrit de la collection de George III, montrant George et son frère Ernest parmi les observateurs.

Le 8 septembre 1761 sa sœur Charlotte épouse le roi de Grande-Bretagne, Georges III. À la suite du mariage, Georges Auguste part en Grande-Bretagne et après l'apprentissage de la langue anglaise se porte volontaire pour servir dans la Royal Navy. Il passe deux ans de service dans la Marine avant d'être contraint de la quitter en raison de la maladie provoquée par le climat et la vie en mer. Au cours de son séjour en Grande-Bretagne, Georges Auguste devient un docteur en droit et assiste à des observations du Transit de Vénus en 1769 à l'Observatoire royal de Kew de Richmond-upon-Thames. 
Georges Auguste développe un amour de la Grande-Bretagne et s'il est protestant lui-même, il désapprouve les mesures de discrimination et d'intolérance contre les Catholiques.

## Service impérial
Après sa convalescence Georges Auguste passe un peu de temps à étudier à l'Université de Leiden, avant d'être invité à entrer au service de la reine-impératrice Marie-Thérèse d'Autriche. Il accepte l'offre et est devenu Lieutenant-Colonel.
Il continue son ascension dans la hiérarchie et il est fait général et est décoré avec différentes distinctions. En 1780, il est promu au grade de Général de brigade et nommé inspecteur de deux régiments de carabiniers. Il reçoit les félicitations du maréchal autrichien Ernst Gideon von Laudon en 1782, après la réalisation de manœuvres de l'Armée à Prague avec 50 000 soldats de l'infanterie et de la cavalerie.
Le duc Georges Auguste envisagea d'épouser Anne-Louise Necker, fille unique  du richissime ministre des finances du royaume de France mais la mère de la jeune fille déclina l'offre du beau-frère du roi d'Angleterre. Il ne s'est jamais marié et mort à Tyrnau dans le Royaume de Hongrie à l'âge de 37 ans. Sa dépouille est transférée à Mirow en 1852.